# أسعد الأصفهاني
الشيخ أبو السعادات أسعد بن عبد القاهر بن أسعد الأصفهاني (ت 635 هـ). رجل دين وفقيه شيعي إيراني؛ ومؤلف لعدد من الكتب المتداولة في الأوساط الشيعية، وهو معروفٌ بكونه أحد شُرّاح دعاء صنمي قريش، ومن تلامذته: نصير الدين الطوسي، وميثم البحراني. وهو محل توثيق من ترجموا له من الإمامية؛ كالحر العاملي.(1)

## مؤلفاته
| - توجيه السؤالات لحل الإشكالات. - رشح الولاء في شرح الدعاء. هو شرح على دعاء صنمي قريش، وقد ذكره عمر كحالة في معجم المُؤلفين باسم رشح الوفاء في شرح الدعاء. - جامع الدلائل ومجمع الفضائل. | - إكسير السعادتين. - مجمع البحرين ومطلع السعادتين. ذكره الطهراني في ذريعته بهذا العنوان مجمع البحرين في جمع المواعظ والحكم المستخرجة من بحري النبوة والإمامة. |

## الهوامش
- 1 - ذكره الحر العاملي في أمل الآمل وقال ما نصّه: ”الشيخ أسعد بن عبد القاهر بن أسعد الأصفهاني أبو السعادات كان عالماً فاضلاً محققاً“.[4]

### كتب
- أعيان الشيعة. محسن الأمين، طبع بيروت - لبنان، تاريخ الطبع مفقود، منشورات دار التعارف.
- معجم المؤلفين. عمر كحالة، طبع بيروت - لبنان، تاريخ الطبع مفقود، منشورات إحياء التراث العربي.
- الذريعة إلى تصانيف الشيعة. آغا بزرگ الطهراني، طبع بيروت - لبنان، تاريخ الطبع مفقود، منشورات دار الأضواء.

### إشارات مرجعية
1. 1 2 3 4 5 6 7 8  
الأمين، محسن. أعيان الشيعة - ج3. ص. 297. مؤرشف من الأصل في 2019-12-08.
2. 1 2 3 4 5 6 7  
كحالة، عمر. معجم المؤلفين - ج2. ص. 247. مؤرشف من الأصل في 2020-01-09.
3. 1 2  
العاملي، الحر. أمل الآمل في تراجم علماء جبل عامل - ج2. ص. 33. مؤرشف من الأصل في 2019-12-08.
4. 1 2 3  
العاملي، الحر. أمل الآمل في تراجم علماء جبل عامل - ج2. ص. 32. مؤرشف من الأصل في 2019-12-08.